# A Chave Menor de Salomão

Capa da reedição de 1995 de 1904, A Chave Menor de Salomão, traduzida por S.L.M. Mathers e com adições de Aleister Crowley.

A Chave Menor de Salomão ou Lemegeton (em latim, Lemegeton Clavícula Salomonis) é um grimório pseudepigráfico datado do século XVII. Contém descrições detalhadas dos Principados-Maiores e menores, Potestades e Hostes da Maldade e até anjos que Salomão entendeu "como" comunicar-se com sua incomparável Sabedoria. Há todas as conjurações necessárias para invocá-los e obrigá-los a obedecer ao conjurador. O Lemegeton é dividido em cinco partes: Ars Goetia, Ars Theurgia Goetia, Ars Paulina, Ars Almadel e Ars Nova.
Uma conhecida tradução do Lemegeton é The Goetia: The Lesser Key of Solomon the King (Lemegeton Clavicula Salomonis Regis), por MacGregor Mathers e com introdução de Aleister Crowley.

## História
Este grimório surgiu no século XVII, mas muito foi retirado de textos do século XVI, incluindo o Pseudomonarchia Daemonum de Johann Weyer. É provável que os livros da Cabala judaica e dos místicos muçulmanos e cristãos também serviram de inspiração, incorporando grimórios medievais tardios.
A autoria mística do livro é atribuída ao Rei Salomão, contudo, se trata de uma pseudoepigrafia, ou seja, falsa atribuição de autoria.
A Chave Menor de Salomão contém descrições detalhadas dos espíritos e as condições necessárias para evocá-los e obrigá-los a fazer a vontade do evocador. Ela detalha os sinais e rituais a serem realizados, as ações necessárias para prevenir os espíritos de terem controle, os preparativos que antecedem as invocações, e instruções sobre como confeccionar os instrumentos necessários para a execução destes rituais.
Os vários exemplares existentes variam consideravelmente nas grafias dos nomes dos espíritos.
Edições contemporâneas estão amplamente disponíveis na imprensa e na Internet desde que os ocultistas do final do século XIX popularizam o livro. Por exemplo, The Goetia: The Lesser Key of Solomon the King de 1904 é uma tradução do texto por Samuel Mathers e Aleister Crowley. É essencialmente um manual que pretende dar instruções para a convocação de 72 diferentes espíritos.

## Livros
A Chave Menor de Salomão é dividida em cinco partes:

### Ars Goetia

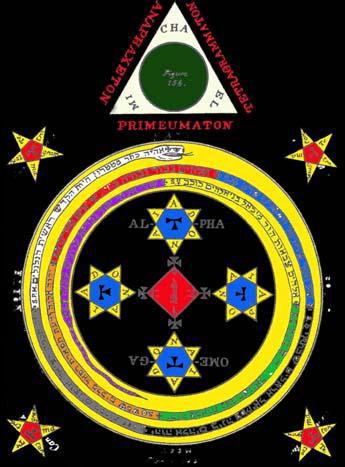
Variante do círculo e triângulo de Aleister Crowley, usado na evocação dos setenta e dois espíritos do Ars Goetia

A primeira seção, chamada Ars Goetia, contém descrições dos setenta e dois demônios que Salomão teria evocado e confinado em um vaso de bronze selado com símbolos mágicos, para que fossem obrigados a trabalhar para ele. Ele dá instruções sobre a construção de um vaso de bronze semelhante, e usando a fórmula mágica para a segurança apropriada a fim de chamar os demônios.
Trata-se da evocação de todas as classes de espíritos maus, indiferentes e bons, seus ritos de abertura são os de Paimon, Orias, Astaroth e toda a corte do Inferno. A segunda parte, ou Theurgia Goetia, é partilha com os espíritos dos pontos cardeais e seus inferiores. Estas são as naturezas mistas, algumas boas e outras más.
O Ars Goetia, atribui uma posição e um título de nobreza para cada membro da hierarquia infernal, e dá aos'demônios', sinais que têm de pagar fidelidade ", ou selos. As listas de entidades na Ars Goetia, correspondem (mas a alto grau variável, geralmente de acordo com a edição) com os da Steganographia de Trithemius, circa 1500, e da Pseudomonarchia Daemonum de Johann Weyer, um anexo que aparece em edições posteriores de Praestigiis Daemonum, de 1563.
A edição revisada do Inglês Ars Goetia foi publicado em 1904 pelo mago Aleister Crowley, como o livro da Goetia do Rei Salomão. Ele serve como um componente-chave do seu sistema popular e influente de magia.

#### Os 72 demônios

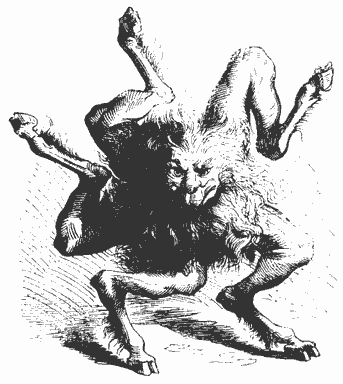
O décimo demônio Buer

Os nomes dos demônios (a seguir), são tomadas a partir da Ars Goetia, que difere em termos de número e classificação do Pseudomonarchia Daemonum de Weyer. Como resultado de múltiplas traduções, existem vários dados para alguns dos nomes que constam dos artigos que lhes dizem respeito.

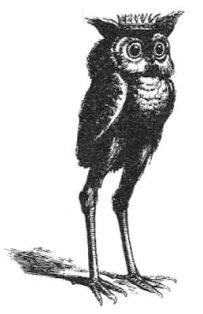
Stolas, Grande Príncipe do Inferno, ilustrado por Collin de Plancy do Dictionnaire Infernal.

| 1. Rei Baal 2. Duque Agares 3. Príncipe Vassago 4. Marquês Samigina 5. Presidente Marbas 6. Duque Valefar 7. Marquês Amon 8. Duque Barbatos 9. Rei Paimon 10. Presidente Buer 11. Duque Gusion 12. Príncipe Sitri 13. Rei Beleth 14. Marquês Leraje 15. Duque Eligos 16. Duque Zepar 17. Conde/Presidente Botis 18. Duque Bathin 19. Duque Sallos 20. Rei Purson 21. Presidente Morax 22. Príncipe Ipos 23. Duque Aim 24. Marquês Naberius | 25. Conde/Presidente Glasya-Labolas 26. Duque Bune 27. Marquês/Conde Ronove 28. Duque Berith 29. Duque Astaroth 30. Marquês Forneus 31. Presidente Foras 32. Rei Asmodeus 33. Príncipe/Presidente Gaap 34. Conde Furfur 35. Marquês Marchosias 36. Príncipe Stolas 37. Marquês Phenex 38. Conde Halphas 39. Presidente Malphas 40. Conde Raum 41. Duque Focalor 42. Duque Vepar 43. Marquês Sabnock 44. Marquês Shax 45. Rei Vine 46. Conde Bifrons 47. Duque Uvall 48. Presidente Haagenti | 49. Duque Crocell 50. Cavaleiro Furcas 51. Rei Balam 52. Duque Alloces 53. Presidente Caim 54. Duque Murmur 55. Príncipe Orobas 56. Duque Gremory 57. Presidente Ose 58. Presidente Amy 59. Marquês Orias 60. Duque Vapula 61. Rei Zagan 62. Presidente Valac 63. Marquês Andras 64. Duque Haures 65. Marquês Andrealphus 66. Marquês Cimejes 67. Duque Amdusias 68. Rei Belial 69. Marquês Decarabia 70. Príncipe Seere 71. Duque Dantalion 72. Conde Andromalius |

### Ars Theurgia Goetia
O Ars Goetia Theurgia ("a arte da Teurgia Goética"), é a segunda seção da Chave Menor de Salomão. Ele explica os nomes, as características e os selos dos 31 espíritos aéreos (chamados de Chefes, Imperadores, Reis e Príncipes), que o Rei Salomão invocou e confinou. Também explica as proteções contra elas, os nomes dos espíritos e seus servos, a maneira de como invocá-los, e sua natureza, que é o bem e o mal.
Seu único objetivo é descobrir e mostrar coisas escondidas, os segredos de qualquer pessoa, obter, transportar e fazer qualquer coisa perguntando-lhes. No entanto, eles estão contidos em qualquer um dos quatro elementos (terra, fogo, ar e água). Esses espíritos, são caracterizados em uma ordem complexa no livro, e alguns deles, a sua ortografia têm variações de acordo com as diferentes edições.

### Ars Paulina
O Ars Paulina ("a arte de Paulo"), é a terceira parte da Chave Menor de Salomão. Segundo a lenda, esta arte foi descoberta pelo Apóstolo Paulo, mas no livro, é mencionado como a arte de Paulo do Rei Salomão. O Ars Paulina, já era conhecido desde a Idade Média e é dividido em dois capítulos deste livro.
O primeiro capítulo, refere-se sobre como lidar com os anjos das diversas horas do dia (ou seja, dia e noite), para os seus selos, sua natureza, os seus agentes (chamados de Duques), a relação desses anjos com os sete planetas conhecidos na naquela época, os aspetos astrológicos adequados para invocá-los, o seu nome (em alguns casos coincidindo com os dos setenta e dois demônios mencionados na Ars Goetia, a conjuração e a invocação de chamá-los, na Mesa da prática.
A segunda parte, refere-se aos anjos que governam sobre os signos do zodíaco e cada grau de cada signo, a sua relação com os quatro elementos, Fogo, Terra, Água e Ar, seus nomes e seus selos. Estes são chamados aqui como os anjos dos homens, porque todas as pessoas que nascem sob um signo zodiacal, com o Sol em um grau específico dele.

### Ars Almadel
O Ars Almadel ("a arte de Almadel"), é a quarta parte da Chave Menor de Salomão. Ela nos diz como fazer a Almadel, que é um tablete de cera com símbolos de proteção nele traçadas. Nela, são colocadas quatro velas. Este capítulo tem as instruções sobre as cores, materiais e rituais necessários para a construção do Almadel e as velas.
O Ars Almadel, também fala sobre os anjos que estão a ser invocados e explica apenas as coisas que são necessárias e que devem ser feitas a eles, e como a conjuração tem que ser feita. Também menciona doze príncipes reinantes com eles. As datas e os aspectos astrológicos, tem que ser considerado mais convenientes para invocar os anjos, são detalhadas, mas resumidamente.
O autor afirma ter experimentado o que é explicado neste capítulo.

### Ars Notoria
O Ars Notoria ("a arte Notável"), é a quinta e última parte da Chave Menor de Salomão. Foi um grimório conhecido desde a Idade Média. O livro afirma que esta arte foi revelada pelo Criador para o Rei Salomão, por meio de um anjo.
Ele contém uma coleção de orações (alguns deles dividido em várias partes), misturado com palavras cabalísticas e mágicas em várias línguas (ou seja, hebraico, grego, etc.), como a oração deve ser dito, e a relação que estes rituais têm a compreensão de todas as ciências. Menciona os aspectos da Lua em relação com as orações. Diz também, que o ato de orar, é como uma invocação aos anjos de Deus. Segundo o livro, a grafia correta das orações, dá o conhecimento da ciência relacionados com cada um e também, uma boa memória, a estabilidade da mente, e a eloquência. Este capítulo, previne sobre os preceitos que devem ser observados para obter um bom resultado.
Finalmente, ele conta como o Rei Salomão recebeu a revelação do anjo.

O Selo de Salomão, do livro, The Goetia: The Lesser Key of Solomon the King

## Edições
- Mathers, S. L. MacGregor (trans.), Crowley A. (ed.), The Goetia: The Lesser Key of Solomon the King (1904). 1995 reprint: ISBN 0-87728-847-X.
- de Laurence, L. W. (1916); 1942 reprint: ISBN 978-0-7661-0776-2; 2006 reprint: ISBN 978-1-59462-200-7
- Henson Mitch (1999), ISBN 978-0-9672797-0-1.
- Peterson, Joseph H. The Lesser Key of Solomon: Lemegeton Clavicula Salomonis (2001), ISBN 978-1-57863-220-6.
- Skinner, Stephen & Rankine, David, The Goetia of Dr Rudd: The Angels and Demons of Liber Malorum Spirituum Seu Goetia (Sourceworks of Ceremonial Magic). Golden Hoard Press, (2007). ISBN 978-0-9547639-2-3